# Llista de participants al Tour de França de 2002
Per al Tour de França de 2002, la selecció dels participants es va fer de la següent manera:
U.S. Postal Service va ser seleccionat perquè incloïa en les seves files al guanyador (previ a desqualificació) de l'edició anterior, Lance Armstrong. Rabobank va ser seleccionat perquè incloïa a les seves files al guanyador del Campionat mundial de ciclisme de 2001, Erik Dekker. Alessio, Kelme–Costa Blanca i iBanesto.com van ser seleccionat perquè van guanyar les classificacions per equip del Giro d'Itàlia de 2001, el Tour de França de 2001 i la Volta a Espanya de 2001.
Els següents equips van ser seleccionats en funció del seu rànquing dins la UCI després de la temporada de 2001:
- Fassa Bortolo
- Team Telekom
- Mapei–Quick-Step
- Lotto–Adecco
- Cofidis
- ONCE–Eroski
- Domo–Farm Frites
- Lampre–Daikin
- CSC–Tiscali
- Euskaltel–Euskadi
- Tacconi Sport

Cinc més els equips van ser convidats per l'organització:
- Crédit Agricole
- Bonjour
- AG2R Prévoyance
- Française des Jeux
- Saeco Macchine per Caffè–Longoni Sport

Després que l'organització anunciés la llista d'equips de l'edició de 2001, es va saber que el líder de Saeco Gilberto Simoni havia donat positiu per cocaïna en dues ocasions. Aleshores, l'organització va retirar la invitació a Saeco i la va donar a l'equip Jean Delatour.
En total van participar 21 equips, cadascú format per nou ciclistes, per un total de 189 ciclistes.

## Llista de participants

### Per equip
| Dorsal | Ciclista                 | Pos. |
| ------ | ------------------------ | ---- |
| 1      | Lance Armstrong (USA)    | 1    |
| 2      | Viatcheslav Ekimov (RUS) | 58   |
| 3      | Roberto Heras (ESP)      | 9    |
| 4      | George Hincapie (USA)    | 59   |
| 5      | Benoît Joachim (LUX)     | 89   |
| 6      | Floyd Landis (USA)       | 61   |
| 7      | Pavel Padrnos (CZE)      | 69   |
| 8      | Víctor Hugo Peña (COL)   | 73   |
| 9      | José Luis Rubiera (ESP)  | 22   |

| Dorsal | Ciclista                  | Pos. |
| ------ | ------------------------- | ---- |
| 11     | Erik Zabel (GER)          | 82   |
| 12     | Rolf Aldag (GER)          | 72   |
| 13     | Udo Bölts (GER)           | 48   |
| 14     | Gian Matteo Fagnini (ITA) | 101  |
| 15     | Giuseppe Guerini (ITA)    | 80   |
| 16     | Danilo Hondo (GER)        | 104  |
| 17     | Bobby Julich (USA)        | 37   |
| 18     | Kevin Livingston (USA)    | 56   |
| 19     | Steffen Wesemann (GER)    | 99   |

| Dorsal | Ciclista                          | Pos. |
| ------ | --------------------------------- | ---- |
| 21     | Joseba Beloki (ESP)               | 2    |
| 22     | José Azevedo (POR)                | 6    |
| 23     | Álvaro González de Galdeano (ESP) | ABA  |
| 24     | Igor González de Galdeano (ESP)   | 5    |
| 25     | Jörg Jaksche (GER)                | 31   |
| 26     | Isidro Nozal (ESP)                | 38   |
| 27     | Abraham Olano (ESP)               | 78   |
| 28     | Mikel Pradera (ESP)               | 76   |
| 29     | Marcos Serrano (ESP)              | 33   |

| Dorsal | Ciclista                     | Pos. |
| ------ | ---------------------------- | ---- |
| 31     | Óscar Sevilla (ESP)          | ABA  |
| 32     | Santiago Botero (COL)        | 4    |
| 33     | Francisco Cabello (ESP)      | 111  |
| 34     | José Javier Gomez (ESP)      | ABA  |
| 35     | José Enrique Gutiérrez (ESP) | 29   |
| 36     | Santiago Pérez (ESP)         | ABA  |
| 37     | Antonio Tauler (ESP)         | ABA  |
| 38     | José Ángel Vidal (ESP)       | 134  |
| 39     | Constantino Zaballa (ESP)    | 116  |

| Dorsal | Ciclista                 | Pos. |
| ------ | ------------------------ | ---- |
| 41     | Andrei Kivilev (KAZ)     | 21   |
| 42     | Daniel Atienza (ESP)     | ABA  |
| 43     | Íñigo Cuesta (ESP)       | 49   |
| 44     | Bingen Fernández (ESP)   | 79   |
| 45     | Massimiliano Lelli (ITA) | 14   |
| 46     | Nico Mattan (BEL)        | 123  |
| 47     | David Millar (GBR)       | 68   |
| 48     | David Moncoutié (FRA)    | 13   |
| 49     | Cédric Vasseur (FRA)     | 55   |

| Dorsal | Ciclista               | Pos. |
| ------ | ---------------------- | ---- |
| 51     | Laurent Jalabert (FRA) | 42   |
| 52     | Tyler Hamilton (USA)   | 15   |
| 53     | Andrea Peron (ITA)     | 53   |
| 54     | Jakob Piil (DEN)       | 125  |
| 55     | Arvis Piziks (LAT)     | 152  |
| 56     | Michael Sandstød (DEN) | ABA  |
| 57     | Carlos Sastre (ESP)    | 10   |
| 58     | Nicki Sørensen (DEN)   | 20   |
| 59     | Paul Van Hyfte (BEL)   | 120  |

| Dorsal | Ciclista                 | Pos. |
| ------ | ------------------------ | ---- |
| 61     | Christophe Moreau (FRA)  | ABA  |
| 62     | Frédéric Bessy (FRA)     | 67   |
| 63     | Sébastien Hinault (FRA)  | 147  |
| 64     | Thor Hushovd (NOR)       | 112  |
| 65     | Anthony Langella (FRA)   | 148  |
| 66     | Anthony Morin (FRA)      | 90   |
| 67     | Stuart O'Grady (AUS)     | 77   |
| 68     | Jonathan Vaughters (USA) | ABA  |
| 69     | Jens Voigt (GER)         | 110  |

| Dorsal | Ciclista               | Pos. |
| ------ | ---------------------- | ---- |
| 71     | Richard Virenque (FRA) | 16   |
| 72     | Dave Bruylandts (BEL)  | ABA  |
| 73     | Enrico Cassani (ITA)   | 124  |
| 74     | Servais Knaven (NED)   | 137  |
| 75     | Tomáš Konečný (CZE)    | 65   |
| 76     | Axel Merckx (BEL)      | 28   |
| 77     | Fred Rodriguez (USA)   | ABA  |
| 78     | Léon van Bon (NED)     | 129  |
| 79     | Piotr Wadecki (POL)    | 43   |

| Dorsal | Ciclista               | Pos. |
| ------ | ---------------------- | ---- |
| 81     | Ivan Basso (ITA)       | 11   |
| 82     | Fabio Baldato (ITA)    | 132  |
| 83     | Wladimir Belli (ITA)   | 45   |
| 84     | Volodímir Hústov (UKR) | 40   |
| 85     | Serhiy Honchar (UKR)   | 64   |
| 86     | Serguei Ivanov (RUS)   | 81   |
| 87     | Nicola Loda (ITA)      | 121  |
| 88     | Oscar Pozzi (ITA)      | ABA  |
| 89     | Marco Velo (ITA)       | 54   |

| Dorsal | Ciclista                | Pos. |
| ------ | ----------------------- | ---- |
| 91     | Nicolas Vogondy (FRA)   | 19   |
| 92     | Sandy Casar (FRA)       | 83   |
| 93     | Jimmy Casper (FRA)      | ABA  |
| 94     | Baden Cooke (AUS)       | 127  |
| 95     | Jacky Durand (FRA)      | ABA  |
| 96     | Frédéric Guesdon (FRA)  | ABA  |
| 97     | Bradley McGee (AUS)     | 109  |
| 98     | Christophe Mengin (FRA) | 86   |
| 99     | Jean-Cyril Robin (FRA)  | 32   |

| Dorsal | Ciclista               | Pos. |
| ------ | ---------------------- | ---- |
| 101    | Levi Leipheimer (USA)  | 8    |
| 102    | Michael Boogerd (NED)  | 12   |
| 103    | Bram de Groot (NED)    | 133  |
| 104    | Erik Dekker (NED)      | 136  |
| 105    | Addy Engels (NED)      | 94   |
| 106    | Karsten Kroon (NED)    | 146  |
| 107    | Grischa Niermann (GER) | 51   |
| 108    | Marc Wauters (BEL)     | 91   |
| 109    | Beat Zberg (SUI)       | 27   |

| Dorsal | Ciclista               | Pos. |
| ------ | ---------------------- | ---- |
| 111    | Didier Rous (FRA)      | ABA  |
| 112    | Walter Bénéteau (FRA)  | 117  |
| 113    | Franck Bouyer (FRA)    | 114  |
| 114    | Sylvain Chavanel (FRA) | 36   |
| 115    | Emmanuel Magnien (FRA) | 96   |
| 116    | Damien Nazon (FRA)     | 151  |
| 117    | Jérôme Pineau (FRA)    | 87   |
| 118    | Franck Renier (FRA)    | 85   |
| 119    | François Simon (FRA)   | ABA  |

| Dorsal | Ciclista                | Pos. |
| ------ | ----------------------- | ---- |
| 121    | Óscar Freire (ESP)      | ABA  |
| 122    | László Bodrogi (HUN)    | 62   |
| 123    | Fabien De Waele (BEL)   | ABA  |
| 124    | Pedro Horrillo (ESP)    | 107  |
| 125    | Robert Hunter (RSA)     | 97   |
| 126    | Miguel Martinez (FRA)   | 44   |
| 127    | Tom Steels (BEL)        | ABA  |
| 128    | Andrea Tafi (ITA)       | 106  |
| 129    | Gerhard Trampusch (AUT) | 63   |

| Dorsal | Ciclista                       | Pos. |
| ------ | ------------------------------ | ---- |
| 131    | Denis Menchov (RUS)            | 93   |
| 132    | Dariusz Baranowski (POL)       | 24   |
| 133    | Santiago Blanco (ESP)          | 57   |
| 134    | Marzio Bruseghin (ITA)         | 47   |
| 135    | José Vicente García (ESP)      | 122  |
| 136    | David Latasa (ESP)             | 84   |
| 137    | Francisco Mancebo (ESP)        | 7    |
| 138    | Unai Osa (ESP)                 | 18   |
| 139    | Javier Pascual Rodríguez (ESP) | 95   |

| Dorsal | Ciclista                | Pos. |
| ------ | ----------------------- | ---- |
| 141    | Rik Verbrugghe (BEL)    | ABA  |
| 142    | Mario Aerts (BEL)       | 50   |
| 143    | Serge Baguet (BEL)      | 105  |
| 144    | Christophe Brandt (BEL) | 35   |
| 145    | Hans De Clercq (BEL)    | 145  |
| 146    | Thierry Marichal (BEL)  | 126  |
| 147    | Robbie McEwen (AUS)     | 130  |
| 148    | Gennady Mikhaylov (RUS) | 92   |
| 149    | Aart Vierhouten (NED)   | ABA  |

| Dorsal | Ciclista                    | Pos. |
| ------ | --------------------------- | ---- |
| 151    | Marco Serpellini (ITA)      | 74   |
| 152    | Raivis Belohvoščiks (LAT)   | 118  |
| 153    | Rubens Bertogliati (SUI)    | 138  |
| 154    | Alessandro Cortinovis (ITA) | 140  |
| 155    | Ludo Dierckxsens (BEL)      | 108  |
| 156    | Luciano Pagliarini (BRA)    | ABA  |
| 157    | Marco Pinotti (ITA)         | ABA  |
| 158    | Raimondas Rumšas (LTU)      | 3    |
| 159    | Ján Svorada (CZE)           | 131  |

| Dorsal | Ciclista                 | Pos. |
| ------ | ------------------------ | ---- |
| 161    | David Etxebarria (ESP)   | 60   |
| 162    | Gorka Arrizabalaga (ESP) | 142  |
| 163    | Unai Etxebarria (VEN)    | 141  |
| 164    | Igor Flores (ESP)        | 153  |
| 165    | Gorka González (ESP)     | ABA  |
| 166    | Roberto Laiseka (ESP)    | 46   |
| 167    | Iban Mayo (ESP)          | 88   |
| 168    | Samuel Sánchez (ESP)     | ABA  |
| 169    | Haimar Zubeldia (ESP)    | 39   |

| Dorsal | Ciclista                 | Pos. |
| ------ | ------------------------ | ---- |
| 171    | Dario Frigo (ITA)        | 25   |
| 172    | Massimo Apollonio (ITA)  | 139  |
| 173    | Gianluca Bortolami (ITA) | 75   |
| 174    | Paolo Bossoni (ITA)      | ABA  |
| 175    | Massimo Donati (ITA)     | ABA  |
| 176    | Andrej Hauptman (SLO)    | ABA  |
| 177    | Peter Luttenberger (AUT) | ABA  |
| 178    | Eddy Mazzoleni (ITA)     | 70   |
| 179    | Mauro Radaelli (ITA)     | 135  |

| Dorsal | Ciclista                   | Pos. |
| ------ | -------------------------- | ---- |
| 181    | Aleksandr Botxarov (RUS)   | 30   |
| 182    | Christophe Agnolutto (FRA) | 144  |
| 183    | Stéphane Bergès (FRA)      | 150  |
| 184    | Iñigo Chaurreau (ESP)      | 41   |
| 185    | Andy Flickinger (FRA)      | 103  |
| 186    | Jaan Kirsipuu (EST)        | ABA  |
| 187    | Thierry Loder (FRA)        | 98   |
| 188    | Christophe Oriol (FRA)     | ABA  |
| 189    | Ludovic Turpin (FRA)       | 71   |

| Dorsal | Ciclista                 | Pos. |
| ------ | ------------------------ | ---- |
| 191    | Laurent Dufaux (SUI)     | ABA  |
| 192    | Andrea Brognara (ITA)    | 119  |
| 193    | Stefano Casagranda (ITA) | ABA  |
| 194    | Davide Casarotto (ITA)   | 149  |
| 195    | Ivan Gotti (ITA)         | 23   |
| 196    | Martin Hvastija (SLO)    | 128  |
| 197    | Ruslan Ivanov (MDA)      | ABA  |
| 198    | Cristian Moreni (ITA)    | 66   |
| 199    | Alexandre Shefer (KAZ)   | ABA  |

| Dorsal | Ciclista                  | Pos. |
| ------ | ------------------------- | ---- |
| 201    | Patrice Halgand (FRA)     | 52   |
| 202    | Stéphane Augé (FRA)       | 115  |
| 203    | Jérôme Bernard (FRA)      | 102  |
| 204    | Laurent Brochard (FRA)    | 26   |
| 205    | Cyril Dessel (FRA)        | 113  |
| 206    | Christophe Edaleine (FRA) | 100  |
| 207    | Stéphane Goubert (FRA)    | 17   |
| 208    | Laurent Lefèvre (FRA)     | 34   |
| 209    | Eddy Seigneur (FRA)       | 143  |

Nota: Les sigles ABA en la columna Pos. (posició), indiquen l'abandó prematur del ciclista